# Propstei Eikeloh
Die Prämonstratenserpropstei Eikeloh entstand im 17. Jahrhundert durch die Verlegung der Propstei von Stift Cappel nach Eikeloh. Sie beherbergte einen Propst und einen Kaplan. Zur Hauptaufgabe entwickelte sich die Seelsorge im Dorf Eikeloh. 1803 wurde die Propstei im Zuge der Säkularisation aufgehoben. Die Gemeinde Eikeloh übernahm wenig später das Propsteigebäude und richtete dort eine  Schule ein. 

## Geschichte und Entwicklung
Nach mehreren gescheiterten Rekatholisierungsversuchen wurde das Stift Cappel im Jahr 1639 vom Papst auf Betreiben von Kloster Knechtsteden aufgelöst und das Stift mit dem Kloster vereinigt. Von nun an durfte der Abt von Knechtsteden einen eigenen Propst und einen Kaplan in Cappel einsetzen. Gegen die vollständige Übernahme der Einkünfte des Stiftes setzte sich das in der Praxis noch bestehende Stift Cappel gerichtlich erfolgreich zur Wehr. Vor allem konnte es verhindern, dass der Propst seine Residenz in Cappel selbst nahm. Um ihren Anspruch auf die Einziehung sämtlicher Einkünfte des Stiftes Cappel nicht aufzugeben, residierten die Pröpste jahrzehntelang in provisorischen Unterkünften. Erst nach etwa 40 Jahren fanden sie sich die Pröpste damit ab, sich nicht mehr in Cappel niederlassen zu können. Von dem Zeitpunkt an betrieben sie ihre Ansiedlung in Eikeloh, wo sie 1677 eine Hausstätte kauften.
Die allmähliche Ortsverlegung spiegelt sich in den Quellen in der sich wandelnden Bezeichnung des Propstes wider. Ist 1639 noch vom „Praepositus in Cappel“ (Propst in Cappel) die Rede, nennt er sich 1659 „Praepositus Cappellensis“ (Propst von Cappel), um 1719 den Ortswechsel mit „Praepositus Cappelensis in Eikeloe“ (Propst von Cappel in Eikeloh) zu dokumentieren. Zunächst wohnte Propst Matthias Mähler lange Jahre als Gast in einem Haus in Wiedenbrück. Um 1656 ließ er sich in der Nähe von Lippstadt auf einem Stiftshof nieder. Seine beiden Nachfolger lassen sich 1662 und 1672 auf einem Propsteihof in Westernkotten nachweisen.
In der Propstei lebten und wirkten während der meisten Zeit ihres Bestehens nur ein Propst und ein Kaplan. Die beiden wurden von Kloster Knechtsteden geschickt, das die Oberaufsicht über die Propstei führte. In den Quellen werden als Ämter „Praepositus“, „Sacellanus“, „Socius“ und „Oeconomus“ genannt. Vom ursprünglichen Besitz des Stiftes Cappel besaß der Propst je ein Haus in Westernkotten und in Lippstadt. Daneben zog er den Zehnten in Eikeloh ein und besaß Einkünfte aus der Salzhütte in Westernkotten.
Obwohl nicht zu seinen ursprünglichen Aufgaben zählend, kümmerte sich der Propst um die Seelsorge im Dorf Eikeloh, das zur Pfarrei Erwitte gehörte.
Am 3. Dezember 1803 wurde die Propstei von den neuen hessischen Landesherren aufgehoben. Die Grundstücke der Propstei gingen in den Besitz der Regierung über. Das Propsteiarchiv wurde zunächst nach Arnsberg gebracht und gelangte schließlich ins Staatsarchiv Münster. Eine Bibliothek gab es nicht. 1807 erwarb die Gemeinde Eikeloh das Propsteigebäude mit dazugehörigem Grundstück und richtete dort eine Schule ein. 

## Liste der Pröpste
- 1623–1633 Wilhelmus Kerpen
- 1633–1656 Matthias Mähler
- 1656–1664 Petrus Gillrath
- 1664–1678 Petrus Teveren
- 1679–1699 Johannes Wolterus Hundt
- 1699–1719 Johannes Nagels
- 1719–1724 Wilhelmus Esser
- 1724–1727 Johannes Siardus Schreiber
- 1727–1758 Franciscus Theodorus Daniels
- 1758–1762 Carolus Casparus Heck
- 1762–1780 Petrus Bongart
- 1780–1803 Johannes Carl Aloys Becker